# Zaalajskij Chrebet
Zaalajskij Chrebet (ryska: Заалайский Хребет) är en bergskedja i Kirgizistan. Den ligger i den sydvästra delen av landet, 400 km söder om huvudstaden Bisjkek.